# Senza capo d'accusa
Senza capo d'accusa (Framed) è un film del 1975 diretto da Phil Karlson.
È un film d'azione a sfondo poliziesco e drammatico statunitense con Joe Don Baker, Conny Van Dyke e Gabriel Dell.

## Produzione
Il film, diretto da Phil Karlson su una sceneggiatura di Mort Briskin e un soggetto di Art Powers e Mike Misenheimer (autori del romanzo The Man Who Wouldn't Stay Framed su cui è basato il film), fu prodotto da Joel Briskin e dallo stesso Mort Briskin per la Paramount Pictures e girato nel Tennessee.

## Distribuzione
Il film fu distribuito con il titolo Framed negli Stati Uniti nell'agosto 1975 al cinema dalla Paramount Pictures.
Altre distribuzioni:
- in Germania Ovest il 3 ottobre 1975 (Ein Mann nimmt Rache)
- in Danimarca il 19 gennaio 1976 (En spillers hævn)
- in Giappone il 5 giugno 1976
- in Francia l'11 agosto 1976 (La trahison se paie cash)
- in Finlandia (Ahdistettu)
- in Grecia (Dipli ekdikisi)
- in Ungheria (Csávában)
- in Italia (Senza capo d'accusa)

## Critica
Secondo il Morandini il regista, nell'affrontare lo scottante tema della corruzione, mette "troppa carne al fuoco".

## Promozione
Le tagline sono:
- He was taken by everyone, for everything he had. All he had left was one obsession. To get even. To pay them back two for one.
- That 'Walking Tall' man is back!
- He was taken by everyone, for everything he had.